# نار (علامة ساعة)
هي نار تخرج من عدن تسوق الناس إلى محشرهم؛ أي ترغم الناس على المسير إلى أرض المحشر ببلاد الشام. وهي آخر علامات الساعة الكبرى، وهي آخر أحداث الدنيا وبداية الحياة الأخرة حسب اعتقاد المسلمين.

## وصف النار
النار المذكورة لا يقصد بها إحراق الناس، فهي تتوقف مع توقف الناس حتى يكملوا المسير فتلحقهم؛ فهي ليست نار عذاب، وإنما هي لإرغام الناس على الذهاب إلى أرض المحشر.

## ذكرها في الحديث
- عن حذيفة بن أسيد الغفاري  قال: «اطلع النبي ﷺ علينا ونحن نتذاكر الساعة، فقال: ما تذكرون؟ قلنا: نذكر الساعة. قال: إنها لن تقوم حتى تروا قبلها عشر آيات: الدخان، والدجال، والدابة، وطلوع الشمس من مغربها، ونزول عيسى ابن مريم، ويأجوج ومأجوج، وثلاثة خسوف: خسف بالمشرق، وخسف بالمغرب، وخسف بجزيرة العرب، وآخر ذلك نار تخرج من قبل عدن تطرد الناس إلى محشرهم».

- عن عبد الله بن عمر  قال: أن النبي قال: «ستخرج نار قبل يوم القيامة من بحر حضرموت أو من حضرموت تحشر الناس. قالوا: فيم تأمرنا يا رسول الله. قال: عليكم بالشام».

- وقال النبي أيضا: «تبعث نار على أهل المشرق فتحشرهم إلى المغرب، تبيت معهم حيث باتوا، وتقيل معهم حيث قالوا، يكون لها ما سقط منهم وتخلَّفَ، وتسوقهم سوق الجمل الكسير».

- عَنْ أَبِي هُرَيْرَةَ: «عَنْ النَّبِيِّ ﷺ قَالَ: يُحْشَرُ النَّاسُ عَلَى ثَلَاثِ طَرَائِقَ: رَاغِبِينَ رَاهِبِينَ، وَاثْنَانِ عَلَى بَعِيرٍ وَثَلَاثَةٌ عَلَى بَعِيرٍ وَأَرْبَعَةٌ عَلَى بَعِيرٍ وَعَشَرَةٌ عَلَى بَعِيرٍ، وَيُحْشَرُ بَقِيَّتُهُمْ النَّارُ تَقِيلُ مَعَهُمْ حَيْثُ قَالُوا وَتَبِيتُ مَعَهُمْ حَيْثُ بَاتُوا وَتُصْبِحُ مَعَهُمْ حَيْثُ أَصْبَحُوا وَتُمْسِي مَعَهُمْ حَيْثُ أَمْسَوْا».

- عَنْ أَبِي ذَرٍّ قَالَ: «حَدَّثَنِي الصَّادِقُ الْمَصْدُوقُ ﷺ: أَنَّ النَّاسَ يُحْشَرُونَ ثَلَاثَةَ أَفْوَاجٍ: فَوْجًا طَاعِمِينَ كَاسِيِينَ رَاكِبِينَ، وَفَوْجًا يَمْشُونَ وَيَسْعَوْنَ، وَفَوْجًا تَسْحَبُهُمُ الْمَلَائِكَةُ عَلَى وُجُوهِهِمْ إِلَى النَّارِ. فَقُلْنَا: يَا أَبَا ذَرٍّ قَدْ عَرَفْنَا هَؤُلَاءِ وَهَؤُلَاءِ، فَمَا بَالُ الَّذِينَ يَمْشُونَ وَيَسْعَوْنَ؟ قَالَ: يُلْقِي اللَّهُ الْآفَةَ عَلَى الظَّهْرِ فَلَا ظَهْرَ.».